# Ingvild Synnøve Midtskogen
Ingvild Synnøve Midtskogen (2007) è una saltatrice con gli sci ed ex combinatista nordica norvegese.

## Biografia
Attiva nella combinata nordica dal gennaio del 2022 e nel salto con gli sci dall'agosto dello stesso anno, Ingvild Synnøve Midtskogen, originaria di Oslo, ha esordito nella Coppa del Mondo di salto con gli sci il 2 dicembre 2022 a Lillehammer (40ª); ha gareggiato in entrambe le specialità fino al termine della stagione 2022-2023, partecipando anche ai Mondiali juniores di Whistler 2023, per poi dedicarsi esclusivamente al salto con gli sci: ai Mondiali juniores di Schilpario/Lake Placid 2025 ha vinto la medaglia d'oro nella gara dal trampolino normale e ai successivi Mondiali di Trondheim 2025, sua prima presenza iridata, ha vinto la medaglia d'oro nella gara a squadre ed è stata squalificata sia nel trampolino normale sia nel trampolino lungo. Non ha debuttato nella Coppa del Mondo di combinata nordica e non ha preso parte a rassegne olimpiche.

## Palmarès

### Salto con gli sci

#### Mondiali
- 1 medaglia:
  - 1 oro (gara a squadre a Trondheim 2025)

#### Mondiali juniores
- 1 medaglia:
  - 1 oro (trampolino normale a Schilpario/Lake Placid 2025)

#### Coppa del Mondo
- Miglior piazzamento in classifica generale: 20ª nel 2023